# The Essential Ozzy Osbourne
The Essential Ozzy Osbourne è un "best of" del cantante heavy metal Ozzy Osbourne, uscito nel 2003.

## Tracce

### Primo disco
1. Crazy Train (Ozzy Osbourne, Randy Rhoads, Bob Daisley) - 4:50
2. Mr. Crowley (Osbourne, Rhoads, Daisley) - 4:55
3. I Don't Know (Live) (Osbourne, Rhoads, Daisley) - 5:00
4. Suicide Solution (Osbourne, Rhoads, Daisley) - 4:16
5. Goodbye to Romance (Osbourne, Rhoads, Daisley) - 5:32
6. Over the Mountain (Osbourne, Rhoads, Daisley, Lee Kerslake) - 4:31
7. Flying High Again (Osbourne, Rhoads, Daisley, Kerslake) - 4:38
8. Diary of a Madman (Osbourne, Rhoads, Daisley, Kerslake) - 6:12
9. Paranoid (Live) (Osbourne, Tony Iommi, Geezer Butler, Bill Ward) - 2:52
10. Bark at the Moon (Osbourne) - 4:15
11. You're No Different (Osbourne) - 5:49
12. So Tired (Osbourne) - 4:01
13. Rock 'n' Roll Rebel (Osbourne) - 5:22
14. Crazy Babies (Osbourne, Zakk Wylde, Randy Castillo, Daisley) - 4:14
15. Miracle Man (Osbourne, Wylde, Daisley, Castillo, John Sinclair) - 3:44
16. Fire in the Sky (Osbourne, Wylde, Daisley, Castillo, Sinclair) - 6:24

### Secondo disco
1. Breakin' All The Rules (Osbourne, Wylde, Daisley, Castillo) - 5:13
2. Mama, I'm Coming Home (Osbourne, Wylde, Lemmy) - 4:11
3. Desire (Osbourne, Wylde, Castillo, Lemmy) - 5:45
4. No More Tears (Osbourne, Wylde, Mike Inez, Castillo, John Purdell) - 7:22
5. Time After Time (Osbourne, Wylde) - 4:20
6. Road to Nowhere (Osbourne, Wylde, Castillo) - 5:09
7. I Don't Want to Change the World (Live) (Osbourne, Wylde, Castillo, Lemmy) - 4:05
8. Perry Mason (Osbourne, Wylde, Purdell) - 5:53
9. I Just Want You (Osbourne, Jim Vallance) - 4:56
10. Thunder Underground (Osbourne, Wylde, Castillo) - 6:28
11. See You on the Other Side (Osbourne, Wylde, Lemmy) - 6:09
12. Dreamer (Osbourne, Marti Frederiksen, Mick Jones) - 4:44
13. No Easy Way Out (Osbourne, Palmer) - 5:06

### Terzo disco (edizione limitata 3.0)
1. The Ultimate Sin (Ozzy Osbourne, Jake E. Lee, Bob Daisley) - 3:45
2. Lightning Strikes (Osbourne, Lee, Daisley) - 5:14
3. That I Never Had (Osbourne, Frederiksen, Joe Holmes, Robert Trujillo) - 4:24
4. Changes (con Kelly Osbourne) (Iommi, Osbourne, Butler, Ward) - 4:06